# Citharexylum mocinnii
Citharexylum mocinnii là một loài thực vật có hoa trong họ Cỏ roi ngựa. Loài này được D. Don mô tả khoa học đầu tiên năm 1831.